# Franz Egger (Regierungsrat)
Franz Egger (* 20. Januar 1899 in St. Gallen; † 8. Mai 1971 in Wetzikon, heimatberechtigt in Eggersriet und Wetzikon) war ein Schweizer Primarlehrer und Politiker.

## Biographie
Franz Egger stammte aus bescheidenen Verhältnissen und ging in Rorschach zur Schule. 1920 schloss er seine Ausbildung als Lehrer ab. Nach einer Zusatzausbildung zum Heilpädagogen arbeitete er in Burgdorf, Herisau und St. Gallen. Von 1931 bis 1950 war er Leiter des
Pestalozzihaus Schönenwerd in Aathal.

## Politische Ämter
Egger war Mitglied der Sozialdemokratische Partei der Schweiz (SP). Von 1934 bis 1950 war er Mitglied des Gemeinderates in Seegräben, ab 1938 dessen Präsident. Von 1947 bis 1950 war Egger Zürcher Kantonsrat, dann ab 1950 Regierungsrat. Im Regierungsrat hatte er 1954 die Volkswirtschaft unter sich. In den Jahren 1956 bis 1959 war er Mitglied des Nationalrats. Weiter war Egger Präsident der Volkswirtschaftsdirektoren-Konferenz.